# 刚果国营铁路公司

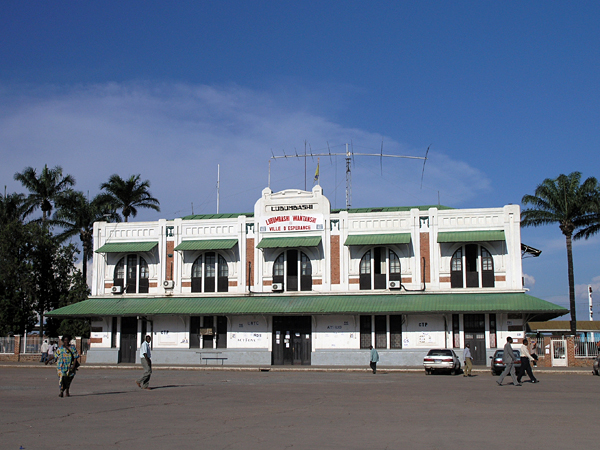
盧本巴希中央車站

刚果国营铁路公司（法語：Société nationale des chemins de fer du Congo；簡稱SNCC）是刚果民主共和国的国有鐵路企业。

## 外部鏈接
- 鐵路網地圖 （页面存档备份，存于）
- （法語） 刚果国营铁路公司官网 （页面存档备份，存于）